# Tito Salas
Tito Salas est un peintre vénézuélien, né à Caracas le 8 mai 1887 et mort dans la même ville le 18 mars 1974.

## Biographie
Son vrai nom était Antonio Salas Diaz. Son père José Antonio Salas, fut l'un des premiers commerçants à créer une brasserie au Venezuela. Il commence à peindre à l'Académie des Beaux-Arts de Caracas avec le professeur Emilio Mauri et remporte des prix de peinture en 1901 et 1902.
À 17 ans, il obtient le prix du concours annuel de l'Académie et gagne ainsi une bourse d'études qui lui permet de se rendre à Paris en 1905 pour s'inscrire à l'Académie Julian, où les enseignants sont Jean-Paul Laurens et Lucien Simon.
En tant qu'étudiant de Lucien Simon, il est alors influencé par la peinture assez sombre et morbide de la Bande noire, avec de nombreux personnages. En 1906, il est accepté au Salon des artistes français et obtient la Mention Honorable. En 1907 il reçoit une troisième médaille d'or au Salon des artistes français avec son œuvre Le San Genaro, peint en Italie cette année.
Entre 1907 et 1908, il a voyagé en Espagne, où il peint une série d'œuvres basées sur l'observation de scènes et de douane.  En 1908, il obtint la médaille d'or de l'Exposition universelle de Bruxelles.
Pour le centenaire de l'indépendance, a écrit Arturo Uslar Pietri, il retourne au Venezuela (en 1911 ) qui porte son fameux triptyque Bolivariano, vaste composition où il résume l'œuvre de Simón Bolívar dans les trois temps forts: La leçon d'Andrés Bello, Le serment de Rome et Mort solitaire à Santa Marta. Ses années de maturité sont consacrées à illustrer la vie de Simón Bolívar dans de grandes toiles qui se trouvent au Panthéon national. Le triptyque de Simon Bolivar est actuellement au Palais fédéral.
Salas est également connu pour son travail d'historien de la peinture murale bolivarienne, peinture épique qui illustre plusieurs monuments de Caracas, le lieu de naissance du "Libérateur" et le Panthéon national.
Il vivait dans une belle maison de style colonial appelé El Toboso, situé à Petare, entre la rivière et le pont Guaire Baloa. En outre, il a rassemblé des traditions  les coutumes et les sentiments religieux du Venezuela  dans des œuvres qu' il a réalisé pour sa famille et ses amis, ainsi que pour l'église paroissiale du village ou il a choisi de vivre avec ses proches à  lui. En 1970, peu de temps avant sa mort, il peint dans la résidence présidentielle "La Casona" à Caracas, une série d'œuvres représentant les présidents du Venezuela qui ont été à la tête du pays au cours du XIXe siècle. Il est décédé le 18 mars 1974.